# Frisco City
Frisco City is een plaats (town) in de Amerikaanse staat Alabama, en valt bestuurlijk gezien onder Monroe County.

## Demografie
Bij de volkstelling in 2000 werd het aantal inwoners vastgesteld op 1460.
In 2006 is het aantal inwoners door het United States Census Bureau geschat op 1380, een daling van 80 (-5,5%).

## Geografie
Volgens het United States Census Bureau beslaat de plaats een oppervlakte van
10,4 km², geheel bestaande uit land. Frisco City ligt op ongeveer 51 m boven zeeniveau.

## Plaatsen in de nabije omgeving
De onderstaande figuur toont de plaatsen in een straal van 48 km rond Frisco City.